# Marian Zarzycki (pułkownik saperów)
Marian Kazimierz Zarzycki (ur. 25 lutego 1896 w Nowym Wiśniczu, zm. 14 października 1981 w Londynie) – pułkownik saperów Wojska Polskiego.

## Życiorys
Po wybuchu I wojny światowej wstąpił w 1914 r. do Legionów Polskich, gdzie służył w kompanii narciarskiej w 1 pułku piechoty, a od wiosny 1915 r. jako podoficer saperów w kompanii technicznej. Uczestniczył w kampaniach karpackiej, bukowińskiej i wołyńskiej. Na początku 1918 r. wstąpił do II Brygady gen. Józefa Hallera, w ramach której ukończył kurs oficerski ze stopniem chorążego. Następnie służył w II Korpusie jako dowódca plutonu saperów. Po bitwie pod Kaniowem dostał się do niewoli niemieckiej.
W listopadzie 1918 r. wstąpił do odrodzonego Wojska Polskiego. Został instruktorem szkolenia saperów kolejowych. W 1920 r. uczestniczył w wojnie polsko-bolszewickiej. Po zakończeniu działań wojennych objął funkcję komendanta Podoficerskiej Szkoły Saperów przy Dowództwie Okręgu Korpusu nr II w Lublinie. W 1922 r. został przeniesiony z 1 pułku saperów  do 2 pułku saperów. W 1924 r. zostaje przeniesiony z Okręgowej Składnicy Inżynieryjno-Saperskiej nr II do 2 pułku saperów i kończy 7 miesięczny Kurs Doskonalący Oficerów Saperów z dniem 1 sierpnia 1924 r. W latach 1925–1926 dowodził kompanią w 2 pułku saperów. W 1927 r. zostaje przeniesiony z Zarządu Fortu Modlin do 1 pułku saperów w Modlinie na stanowisko kwatermistrza. W 1932 r. ukończył kurs dokształcający w Wyższej Szkole Wojennej w Warszawie. Z dniem 1 kwietnia 1932 r. zostaje przeniesiony z 1 pułku saperów do  Centrum Wyszkolenia Saperów w Modlinie gdzie pełnił obowiązki Dyrektora Nauk i dowodził batalionem podchorążych w Centrum Wyszkolenia Saperów w Modlinie do 1936 r. W okresie od 14 listopada 1938 roku do 3 września 1939 r. był dowódcą 7 batalionu saperów w Poznaniu. 
3 września 1939 r. zakończył czynności mobilizacyjne w 7 batalionie saperów, a 4 września zgodnie z przydziałem mobilizacyjnym melduje się u Dowódcy Saperów w Warszawie, po czym w tym samym dniu odjeżdża do Ośrodka Zapasowego Saperów w Puławach na stanowisko zastępcy dowódcy ośrodka. 17 września będąc w grupie gen. bryg. Tadeusza Kossakowskiego otrzymał rozkaz przekroczenie granicy węgierskiej, która przekracza w dniu 18 września.
Po kampanii wrześniowej przedostał się do Francji, gdzie został wykładowcą w Ośrodku Wyszkolenia Oficerów Saperów w Thouars. 18 czerwca 1940 r. został ciężko ranny. Następnie zostaje ewakuowany do nieokupowanej części Francji, gdzie zostaje komendantem Polskiego Okręgu Wojskowego nr 2 w Evaux Les Bains gdzie się ukrywał i otrzymywał rozkazy z Londynu, aż do stycznia 1943 r. Po ucieczce z Francji przybył do Wielkiej Brytanii w marcu 1943 r. W 1943 r. mianowano go komendantem polskiego Centrum Wyszkolenia Saperów z siedzibą w Szkocji. Po wojnie zamieszkał w Anglii. Był jednym z organizatorów i członków zarządu Stowarzyszenia Polskich Saperów na Obczyźnie oraz wieloletnim „Saperem Seniorem”. Jego syn Janusz był porucznikiem saperem i brał udział w walkach 2 Korpusu Polskiego.

## Ordery i odznaczenia
- Krzyż Niepodległości (9 listopada 1931)[9][10]
- Krzyż Kawalerski Orderu Odrodzenia Polski
- Krzyż Walecznych (czterokrotnie[10]: 1922 po raz trzeci[11])
- Złoty Krzyż Zasługi z Mieczami
- Złoty Krzyż Zasługi (25 maja 1939)[12][10]
- Srebrny Krzyż Zasługi (10 listopada 1928)[13][10]

## Awanse
- chorąży – 1918
- podporucznik – 1918[14]
- kapitan – ze starszeństwem z 1 czerwca 1919[15] (w 1924 - 47., a w 1928 - 17. lokata w korpusie oficerów zawodowych inżynierii i saperów)
- major –  18 lutego 1930 ze starszeństwem z dniem 1 stycznia 1930 i 1. lokatą korpusie oficerów inżynierii i saperów[16]
- podpułkownik –  ze starszeństwem z dniem 19 marca 1938 i 3. lokatą w korpusie oficerów saperów, grupa liniowa[10]
- pułkownik –  1945